# 요양보호사
요양보호사는 생활 복지시설 또는 재가서비스를 통해 방문한 가정에서 고령이나 노인성 질환 등을 사유로 일상생활을 혼자서 수행하기 어려운 성인에게 신체활동 및 일상생활을 지원하는 하는 사람을 말한다.

## 수행직무
1. 노인 등의 신체활동 또는 가사활동 지원 등의 업무를 전문적으로 수행
2. 의사, 간호사 및 가족들로부터 대상자에 대한 정보를 수집하여 요양보호서비스 계획을 세우고 대상자의 청결유지, 식사와 복약보조, 배설, 운동, 정서적 지원, 환경 관리 및 일상생활 지원 업무를 수행
3. 요양보호서비스를 필요로 하는 대상자의 신변을 돌보는 일만 하는 것이 아니라 언제나 대상자와 함께 하는 자세를 유지하고 청소, 세탁, 조리 등의 생활지원이나 배설, 입욕, 식사 등의 신체보조 혹은 일상생활 중의 어려움 등에 대해서도 구체적인 조언[2]